# Sfera Ebbasta
Sfera Ebbasta, pseudonimo di Gionata Boschetti (Sesto San Giovanni, 7 dicembre 1992), è un rapper italiano.
È salito alla ribalta nell'estate del 2015 grazie alla pubblicazione dell’album XDVR ottenendo un grande successo in Italia. In seguito ha pubblicato Sfera Ebbasta (2016), Rockstar (2018), Famoso (2020), X2VR (2023) e Santana Money Gang in collaborazione con Shiva (2025), il secondo dei quali ha permesso all'artista di divenire il primo italiano a entrare nella Top 100 mondiale della piattaforma di streaming Spotify. Nel 2020 è risultato essere l'artista ad aver venduto più dischi in Italia nel decennio 2010-2019, con più di 4,2 milioni di copie tra album e singoli digitali. Al 2024 detiene inoltre il record del maggior numero di brani piazzati al primo posto della Top Singoli (28) e maggior numero di settimane trascorse in prima posizione (50). In più, a tutti questi record si aggiunge anche quello di essere l'artista con più dischi di platino certificati dalla FIMI.

## Biografia

### Gioventù
Nato a Sesto San Giovanni, da madre di origine siciliana, i suoi genitori si separarono due anni dopo (il padre morì successivamente nel 2006). Durante la sua infanzia crebbe principalmente a Cinisello Balsamo, nonostante si sia trasferito svariate volte assieme alla madre Valentina e alla sorella Andrea.
Fu bocciato una volta in prima media e si ritirò da scuola durante il primo anno di liceo, dopo soli 4 mesi. In seguito provò a lavorare come elettricista e fattorino per la consegna delle pizze. Durante l'adolescenza Gionata inizia ad ascoltare vari rapper come Eminem, 50 Cent, Gucci Mane, Club Dogo, Gemelli DiVersi.

### 2011-2013: prime pubblicazioni
Ha iniziato la propria attività musicale caricando video su YouTube tra il 2011 e il 2012 senza riscuotere alcun successo. In questo periodo ha conosciuto il produttore Charlie Charles, in occasione di una festa di Hip Hop TV, con il quale coltiverà nel tempo una collaborazione musicale e un'amicizia ancora oggi molto sentita dai due.
Il 15 settembre 2013 è stato pubblicato il mixtape Emergenza Mixtape Vol. 1, distribuito gratuitamente e composto da 18 brani con molti feat. presenti. Quelli che spuntano di più sono Ghali e Ernia 

### 2014-2015:XDVR
Dal novembre 2014 produce diversi pezzi in collaborazione con Charlie Charles e li pubblica su YouTube con i rispettivi video. Dopo l'uscita del brano Panette inizia a essere contattato da alcune etichette discografiche. Nel 2014 pubblica anche Emergenza Mixtape Vol. 2 con 3 tracce presenti e i feat di Capo Plaza e Peppe Soks.
L'11 giugno 2015 fa il suo esordio con l'album XDVR, realizzato sempre insieme al produttore Charlie Charles e composto da alcuni dei brani pubblicati nei mesi precedenti e altri inediti. Uscito inizialmente per il download gratuito, l'album viene ripubblicato in versione reloaded il 23 novembre attraverso la Roccia Music, etichetta discografica indipendente di Marracash e Shablo, e distribuito nei circuiti di vendita nazionali; oltre ai 12 brani già presenti nella tracklist originale include gli inediti XDVRMX (con Marracash e Luchè), Ciny (di cui viene girato anche un video musicale) e Trap Kings. L'album ottiene un buon successo nell'underground e aumenta notevolmente la popolarità della musica trap in Italia, ricevendo anche un ottimo riscontro da parte della critica specializzata, ma è anche oggetto di numerose critiche in quanto vari brani, che parlano di vita dei quartieri di periferia e della realtà di strada della sua città (Cinisello Balsamo), comprendono riferimenti ad attività criminali e al consumo di droghe quali la codeina e la marijuana. L'album al momento supera le 100 000 vendite e nel 2015 è arrivato al novantesimo posto tra gli album in Italia.

### 2016:Sfera Ebbasta
Il 20 gennaio 2016 viene pubblicato su YouTube il video del brano inedito Blunt & Sprite, mentre nel corso dell'anno Sfera Ebbasta prende parte a una traccia del disco Anarchie del rapper francese SCH, positivamente impressionato dall'ascolto dei pezzi del rapper durante un soggiorno in Italia: realizza il brano Cartine Cartier, prodotto da Charlie Charles e DJ Kore, estratto come singolo promozionale dell'album. Il 9 settembre 2016 il rapper pubblica il suo primo album in studio da solista, l'omonimo Sfera Ebbasta, distribuito dalla major discografica Universal (in collaborazione con Def Jam) e anticipato dai singoli BRNBQ (certificato disco d'oro per le oltre 25 000 copie vendute), Cartine Cartier e Figli di papà, quest'ultimo certificato disco di platino per aver venduto più di 50 000 copie. Nel disco il rapper si distacca dalle tematiche più gangsta di XDVR per aprirsi ad argomenti più ampi. Supportato da una promozione anche a livello televisivo, partecipando a trasmissioni come Matrix Chiambretti su Canale 5 e alla trasmissione radiofonica Albertino Everyday, condotta da Albertino su Radio Deejay, il disco ottiene un ottimo successo in Italia, esordendo in vetta alla classifica degli album ed entrando anche in classifiche di vari paesi europei, oltre a essere stato certificato disco d'oro dalla FIMI per le oltre 200 000 copie vendute. Tra ottobre 2016 e marzo 2017 il rapper ha promosso l'album attraverso lo Sfera Ebbasta Tour, esibendosi in svariate città dell'Italia. L'album arrivò primo in Italia e debuttò anche in Svizzera Francia e Belgio, rientra tra i primi 100 album più ascoltati in Italia nel 2020 e nel 2022.

### 2017-2019:Rockstar
Il 10 marzo 2017 Sfera Ebbasta ha pubblicato il singolo inedito Dexter, prodotto da Charlie Charles e Sick Luke, e nello stesso periodo (più precisamente il 24 marzo) ha preso parte al singolo Bimbi di Charlie Charles insieme ai rapper Izi, Rkomi, Tedua e Ghali. Successivamente il rapper si è esibito agli MTV Awards 2017 e ai Wind Music Awards 2017, in occasione dei quali ha presentato un ulteriore inedito, Tran Tran, pubblicato il 9 giugno per il download digitale. Il 22 settembre dello stesso anno è stato pubblicato il singolo Lamborghini di Guè, tratto dal suo album Gentleman, che ha visto la partecipazione vocale di Sfera Ebbasta; tale singolo ha ottenuto un buon successo in Italia, arrivando in vetta alla Top Singoli.
Il 3 gennaio 2018 il rapper ha annunciato il terzo album in studio Rockstar, prodotto nuovamente da Charlie Charles e uscito il 19 dello stesso mese. Il disco è stato commercializzato nelle edizioni italiana e internazionale, la seconda caratterizzata da collaborazioni con svariati artisti tra i quali Quavo, Tinie Tempah e Rich the Kid, e ha esordito in vetta alla Classifica FIMI Album. Contemporaneamente, tutti e undici i brani hanno conquistato le prime dodici posizioni della Top Singoli (con la sola eccezione del singolo Perfect di Ed Sheeran, in sesta posizione). Grazie al successo dell'album, il rapper è divenuto anche il primo artista italiano a posizionarsi tra i primi cento della classifica mondiale stilata da Spotify. L'album arrivò al primo posto in Italia e al secondo in Svizzera, entrando anche nella classifica Belga, nel 2018 è stato il primo album più ascoltato in Italia e rientra anche nelle classifiche del 2019, 2020, 2021, 2022.
Il 13 marzo il rapper, insieme a Charlie Charles, ha annunciato la fondazione dell'etichetta discografica Billion Headz Music Group, mentre il 4 maggio è stato pubblicato il singolo inedito Peace & Love, che ha coinvolto anche il rapper Ghali. Il 20 luglio 2018 è invece uscito il singolo Pablo, realizzato con la collaborazione del produttore giamaicano Rvssian. In seguito la traccia verrà remixata con i rapper americani Lil Baby, Rich the Kid e Moneybagg Yo.
Il 7 dicembre viene pubblicata la riedizione di Rockstar, sottotitolata Popstar Edition, comprensiva di un secondo disco contenente alcuni remix e i brani inediti Popstar, Uh Ah Hey e Happy Birthday (quest'ultimo estratto come singolo). Il 12 marzo 2019 Sfera Ebbasta pubblica il singolo Mademoiselle come risposta ai mesi di silenzio delle accuse della Tragedia della discoteca Lanterna Azzurra. Il 1º giugno 2019 viene annunciato l'ingresso di Sfera Ebbasta tra i giudici della tredicesima edizione di X Factor, insieme a Malika Ayane, Mara Maionchi e Samuel. Il 31 ottobre è uscito Persona di Marracash, nel quale Sfera Ebbasta appare in Supreme - L'ego insieme a Thasup. Il 28 novembre viene pubblicato il singolo Soldi in nero, realizzato con Shiva.

### 2020-2021: collaborazioni eFamoso
Il 22 maggio 2020 il rapper italiano Drefgold pubblica il secondo album Elo, nel quale Sfera Ebbasta appare nel singolo Elegante. Il 5 giugno è uscito il singolo Miami, frutto della collaborazione con il produttore statunitense Ronny J e il rapper argentino Duki, mentre una settimana più tardi è stata la volta di M' manc, singolo inciso con il produttore Shablo e il rapper Geolier. Il 26 giugno il rapper italiano Guè ha pubblicato il settimo album Mr. Fini, nel quale Sfera Ebbasta duetta con lui nella traccia Immortale. Il 10 luglio è uscito il singolo Dorado di Mahmood, realizzato con lo stesso Sfera Ebbasta e il rapper colombiano Feid. L'11 settembre 2020 esce l'album Padre figlio e spirito dei FSK Satellite, dove Sfera Ebbasta appare nel brano Soldi sulla carta.
A inizio ottobre 2020 Sfera ha pubblicato un teaser volto ad annunciare il terzo album in studio. Il 13 di tale mese ha annunciato il titolo, Famoso, e la relativa lista tracce, caratterizzata da alcuni successi come Baby e Bottiglie Privè e da svariate collaborazioni, tra cui quelle internazionali con Offset, Future, Steve Aoki, Diplo, J Balvin e Lil Mosey; la pubblicazione del progetto è prevista per il 20 novembre 2020. Affiancando il progetto musicale si aggiunge, in esclusiva su Prime Video, il documentario omonimo, che mostra alcuni aneddoti della sua crescita musicale e il making-of del nuovo album. Il 19 novembre dello stesso anno il sindaco di Cinisello Balsamo Giacomo Ghilardi, a scopo promozionale, ha dedicato una piazza della città al rapper, apponendo una targa temporanea di fronte al Centro Culturale Pertini, area frequentata dai giovani del posto. Il 18 dicembre è uscita una riedizione dell'album con l'aggiunta dell'omonimo Famoso, posto come traccia d'apertura del disco; il 12 febbraio 2021 è uscita una seconda riedizione con l'aggiunta di Tik Tok RMX, in collaborazione con Paky e Geolier.
Durante il 2021 il rapper ha collaborato con svariati artisti alla realizzazione di brani che hanno ottenuto particolare successo a livello nazionale: con Lous and the Yakuza per Je ne sais pas, con Rkomi per Nuovo Range, con Blanco per Mi fai impazzire e con Madame per Tu mi hai capito.

### 2022:Italianocon Rvssian
Nel 2022 Sfera Ebbasta è stato candidato per un Premio Lo Nuestro grazie a Mambo e ha reso disponibile l'EP Italiano, composto da cinque brani tutti realizzati di nuovo in collaborazione con Rvssian. L'EP arrivò ventinovesimo in Svizzera e rispetto ai progetti precedenti ricevette numeri più bassi. Nel corso dell'estate ha preso parte ai brani Siri di Thasup (con Lazza) e Téléphone di Booba e al remix della traccia Hace calor insieme a Rvfv, Kaleb Di Masi e Omar Varela.

### 2023-2024:X2VR
A inizio 2023 Sfera Ebbasta partecipa al singolo Gelosa del produttore Finesse insieme a Shiva e Guè. Il singolo nonostante arrivi solamente alla  quarta posizione venderà sopra le 500 000 copie e collezionerà 5 platini. Il 6 aprile 2023 Sfera torna con il suo singolo Orange insieme al rapper tedesco Luciano . Il singolo non arriverà tra le prime 5 posizioni e venderà solamente 50 000 copie, ma rientra nelle classifiche di 5 paesi. Poi Sfera parteciperà a tre singoli insieme a cantautori stranieri, Mirage insieme ad AriBeatz, Gims e Ozuna, poi a Locatìon insieme a Noizy e a Capitàn insieme a Rvfv e Anitta . Il 23 giugno 2023 esce Bon ton di Drillionaire, a cui prendono parte lo stesso Sfera Ebbasta, Blanco, Lazza e il beatmaker Michelangelo. Il singolo ha ottenuto un buon successo, debuttando direttamente in cima alla Top Singoli. Ad settembre collabora con BIA e Fivio Foreign per il singolo Milano, che ancora una volta riscuoterà un gran successo nazionale.
Il 13 novembre 2023, in occasione dell'evento gratuito $€ Special Night tenutosi all'Allianz Cloud di Milano, è stata resa ufficiale l'uscita del quarto album X2VR, distribuito quattro giorni più tardi. Il titolo rappresenta un sequel di XDVR, album inciso con Charlie Charles nel 2015. A differenza di quanto operato in passato, le collaborazioni presenti in alcuni dei brani figurano esclusivamente artisti italiani. Nell'album spiccano soprattutto le canzoni Calcolatrici con Geolier, Baby Gang e Simba La Rue, 15 piani con Marracash e Anche Stasera con Elodie. L'album arriva primo in Italia e in Svizzera e totalizza più di 200 000 vendite con 4 dischi di platino e essendo il sesto album più ascoltato del 2023. Dopo l'album nel 2024 compare nell'album dei Club Dogo, di Simba La Rue, di Tony Effe, di Rhove, di Kid Yugi, di Luciano di Geolier, e Baby Gang.
Il 24 e il 25 giugno dello stesso anno, Sfera Ebbasta si è esibito, per la prima volta nella sua carriera, allo Stadio Giuseppe Meazza (conosciuto anche come Stadio San Siro) di Milano, divenendo il primo rapper italiano a farlo in 2 date distinte. Seguitamente compare nel singolo di Gims (intitolato Mamacita) e negli album di Anna e Lazza.

### 2025-presente:Santana Money Gang

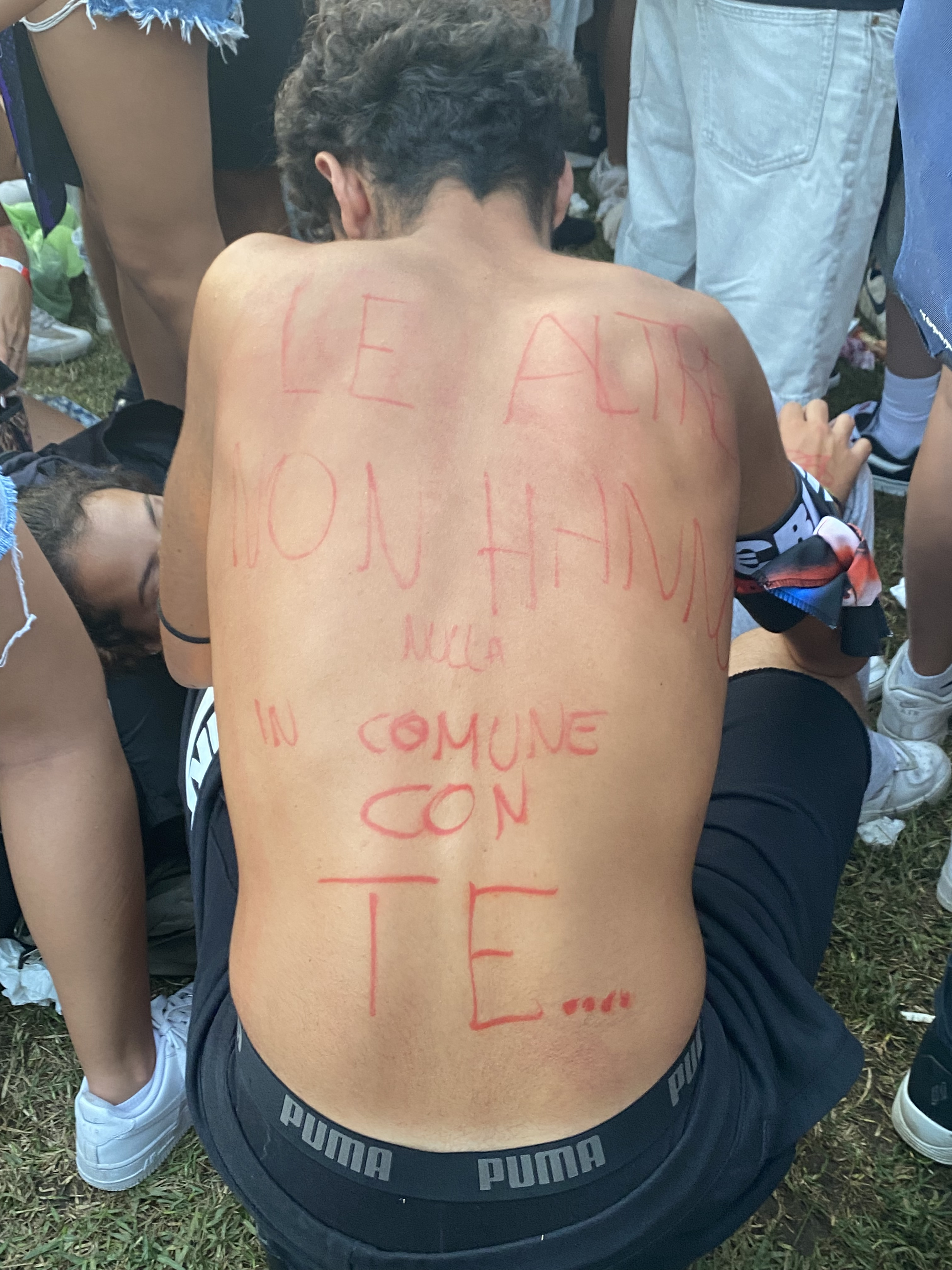
Fan di Sfera a un suo concerto a Cinquale nel 2025. Sulla schiena sono scritti i versi del brano Bang Bang

L'11 aprile 2025 pubblica Santana Money Gang, realizzato in collaborazione con il rapper Shiva. Il disco è composto da dodici tracce senza artisti ospiti. Il 16 maggio 2025 compare nell’album Il mio lato peggiore di Luchè insieme a Simba La Rue nel brano intitolato Miami Vice, mentre il 27 giugno collabora con Elodie per il singolo Yakuza.

## Vita privata
Tifoso della Juventus, dal 2019 ha una relazione con la modella e influencer argentina Angelina Lacour.
Il 22 giugno 2022 nasce il loro primo figlio, Gabriel.

## Controversie
- L'8 dicembre 2018, Sfera Ebbasta avrebbe dovuto tenere un concerto presso la discoteca "Lanterna Azzurra" di Corinaldo, in provincia di Ancona. Tuttavia, poco prima dell'esibizione, alcuni individui hanno iniziato a spruzzare spray al peperoncino facendo evacuare la discoteca, evacuazione che però causò il cedimento della balaustra del ponte del fossato che era davanti alla porta del retro del locale, facendo precipitare numerose persone della folla, incidente che causò la morte di sei persone per schiacciamento e asfissia e numerosi feriti.[81]

A marzo 2019, in risposta alle accuse e alle critiche mosse nei confronti dell'artista in seguito alla tragedia, il rapper ha pubblicato l'inedito Mademoiselle.
- Il 12 gennaio 2019 viene resa ufficiale l'apertura di un'indagine a suo carico per «istigazione all'uso di sostanze stupefacenti» da parte della Procura di Pescara,[83] in seguito a un esposto dei senatori Lucio Malan e Massimo Mallegni di Forza Italia.[84]
- Nel 2016 ha avuto un diverbio con Salmo.[85] I rapporti tra i due si sono successivamente distesi, portando alla collaborazione nel brano Cabriolet.
- Nel corso degli anni, Sfera Ebbasta ha scambiato frecciatine anche con altri artisti della scena urban italiana, tra cui Nayt, in riferimento a una barra contenuta nel brano Gli occhi della tigre [86], e Vegas Jones, in seguito ad alcune dichiarazioni rilasciate da quest'ultimo e ad allusioni presenti in alcuni brani.[87]
- Nel 2021 è stato protagonista di un confronto con Rondodasosa, che lo ha attaccato in un freestyle. Sfera ha replicato con una serie di tweet, affermando che "dissarlo è come dissarsi da solo".[88]

## Discografia
- 2015 – XDVR (con Charlie Charles)
- 2016 – Sfera Ebbasta
- 2018 – Rockstar
- 2020 – Famoso
- 2023 – X2VR
- 2025 – Santana Money Gang (con Shiva)

## Tournée
- 2016 – Bravi ragazzi Summer tour (con Charlie Charles)
- 2017 – Sfera Ebbasta European Tour
- 2017 – Sfera Ebbasta Summer Tour
- 2017 – Sfera Ebbasta Tour
- 2018 – Tour 2018
- 2019 – Popstar tour
- 2022 – European tour
- 2022 – Famoso tour
- 2023 – Summer tour
- 2024 – Tour 2024
- 2025 – Tour 2025

## Filmografia
- Famoso, regia di Pepsy Romanoff (2020)
- Autumn Beat, regia di Antonio Dikele Distefano (2022)

## Programmi televisivi
- X Factor Italia (Sky Uno, 2019) - giudice